# 美洲互联网号码注册管理机构
美洲互聯網號碼註冊管理機構（英語：American Registry for Internet Numbers，縮寫：ARIN），是全球五大區域互聯網註冊管理機構之一，於1997年4月18日成立，總部位於美國弗吉尼亞州尚蒂利。負責管理北美、南極洲和部分加勒比地區有關互聯網號碼資源的分配，包括IPv4和IPv6地址空間及AS號碼等。

## 歷史
該組織成立於1997年12月，旨在“作為獨立的非營利性公司提供知識產權註冊服務”。在此之前，IP地址註冊（在RIPE和APNIC區域之外）是由Network Solutions公司制定的政策完成的。美國國家科學基金會批准了創建非營利組織的計劃，以“讓IP號碼的用戶（主要是互聯網服務提供商、公司和其他大型機構）在管理和分配他們的政策中擁有發言權在北美地區。”作為過渡的一部分，網絡解決方案公司將這些任務以及初始員工和計算機基礎設施轉移到ARIN。
最初的董事會由Scott Bradner、John Curran、Kim Hubbard、Don Telage、Randy Bush、Raymundo Vega Aguilar和Jon Postel(IANA) 作為當然成員組成。
從1997年到2000年，ARIN的第一任總裁是 Kim Hubbard。直到 2008 年底，Raymond Plzak 接替了Kim。受託人John Curran則一直擔任代理總裁，直到2009年7月1日改出任首席執行官一職。
直到2002年底，它服務於墨西哥、中美洲、南美洲和整個加勒比地區。現則由LACNIC處理加勒比海、墨西哥、中美洲和南美洲的部分地區。此外，撒哈拉以南非洲地區一直是其區域的一部分，直到2005年4月AfriNIC被ICANN正式承認為第五個區域互聯網註冊機構為止。
2015 年 9 月 24 日，ARIN宣布ARIN IPv4地址池已用盡。

## 組織架構
ARIN 由其區域內的互聯網社區、其成員、一個7名成員的董事會、一個15名成員的諮詢委員會和大約50名專業人員組成。董事會和諮詢委員會由ARIN成員每三年一次的選舉投票選出。

### 受託人董事會
ARIN成員選舉董事會(BoT)，該董事會對ARIN的業務事務和財務狀況負有最終責任，並以符合諮詢委員會的指導和註冊管理機構成員設定的目標的方式管理ARIN的運營，BoT同時負責確定ARIN所有收入的處置，以確保以公平的方式提供所有服務。BoT批准由成員產生並通過諮詢委員會提交的提案。行政決策在獲得BoT批准後執行。BoT由7名成員組成，包括總裁兼首席執行官、董事長、財務主管等。

### 諮詢委員會
除了BoT，ARIN 還設有一個諮詢委員會，就IP地址分配政策和相關事宜向ARIN和BoT提供建議。遵循互聯網資源政策評估流程中的程序，諮詢委員會將基於共識的政策建議轉發給BoT以供批准。諮詢委員會由15名當選成員組成，其中包括一名主席、一名副主席和其他成員。

## 宗旨
- 提供與互聯網號碼資源的技術協調和管理相關的服務
- 促進其成員和利益相關者制定政策
- 參與國際互聯網社區
- 是一個以社區為基礎的非營利組織
- 由其成員選舉產生的執行委員會管理